# Microcotyle algeriensis
Espèce
Microcotyle algeriensis est une espèce de monogènes de la famille des Microcotylidae. C'est un parasite des branchies d'un poisson marin.

## Systématique
L'espèce Microcotyle algeriensis a été décrite en 2017 par Zouhour El Mouna Ayadi (d), Delphine Gey (d), Jean-Lou Justine et Fadila Tazerouti (d).

## Hôtes et localités

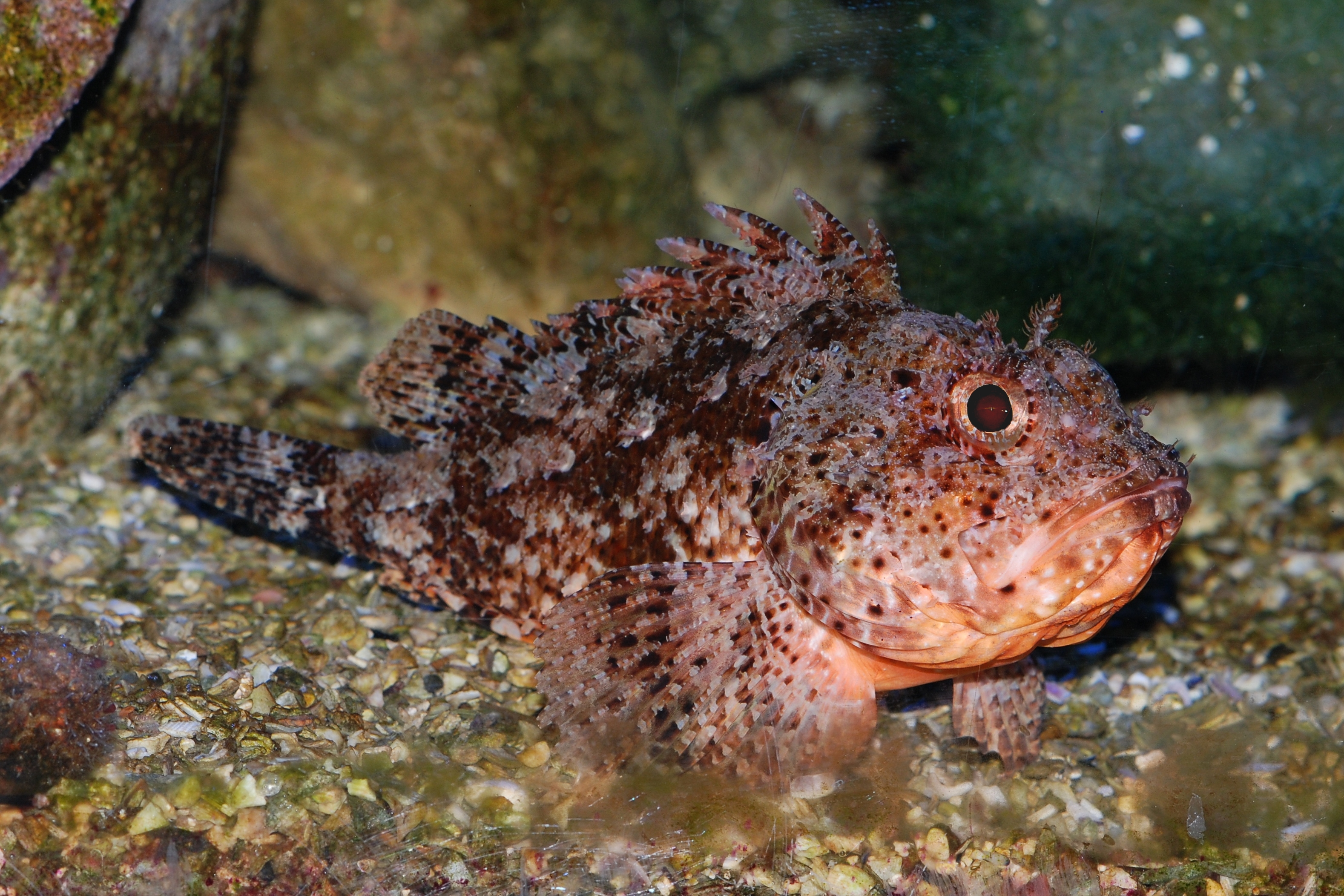
Scorpaena notata est l'hôte-type de Microcotyle algeriensis.

L'hôte-type est Scorpaena notata, un poisson communément appelé la Petite rascasse rouge. La localité-type est au large de l'Algérie.

## Publication originale
- (en) Zouhour El Mouna Ayadi, Delphine Gey, Jean-Lou Justine et Fadila Tazerouti, « A new species of Microcotyle (Monogenea: Microcotylidae) from Scorpaena notata (Teleostei: Scorpaenidae) in the Mediterranean Sea », Parasitology International, Elsevier, vol. 66, no 2,‎ 10 novembre 2016, p. 37-42 (ISSN 1383-5769 et 1873-0329, PMID 27840197, DOI 10.1016/J.PARINT.2016.11.004).